# Условия Гюгонио
Условия Гюгонио́ (…Югоньо, …Ранкина, …Ранкина — Гюгонио; условия гидродинамической совместности разрыва) — условия, которые должны выполняться на линиях разрыва решений уравнений газовой динамики — связывают скачки гидродинамических величин на линии разрыва {\displaystyle x=x(t)} и скорость {\displaystyle D=x^{\prime }(t)} линии разрыва:
{\displaystyle D[\rho ]=[\rho u]},
{\displaystyle D[\rho u]=[p+\rho u^{2}]},
{\displaystyle D[\rho (\varepsilon +{\frac {u^{2}}{2}})]=[\rho u(\varepsilon +{\frac {p}{\rho }}+{\frac {u^{2}}{2}})]},
где {\displaystyle \rho } ― плотность; {\displaystyle u} ― скорость течения; {\displaystyle p} ― давление; {\displaystyle \varepsilon } ― удельная внутренняя энергия.
Являются следствиями интегральных законов сохранения. Установлены Пьером-Анри Гюгонио, в американской литературе иногда связываются с именем Уильяма Ранкина.
Для случая ударной волны добавление к условиям Гюгонио условий непрерывности импульса приводит к уравнению ударной адиабаты (называемое также уравнением Ранкина — Гюгонио).